# 馬良玉
馬良玉（1441年—？年），字德純，四川成都中衛軍籍，治《詩經》，明朝政治人物。

## 生平
成化四年（1468年）戊子科四川鄉試第一名舉人。成化十七年（1481年）中式辛丑科會試第一百五十八名，三甲第八十七名進士。授公安縣知縣，二十三年五月擢授试御史，弘治元年（1488年）实授。

## 家族
曾祖馬才富；祖父馬敬原；父馬瑄，母胡氏；繼母胡氏。永感下。